# فن الرسم على الشارع

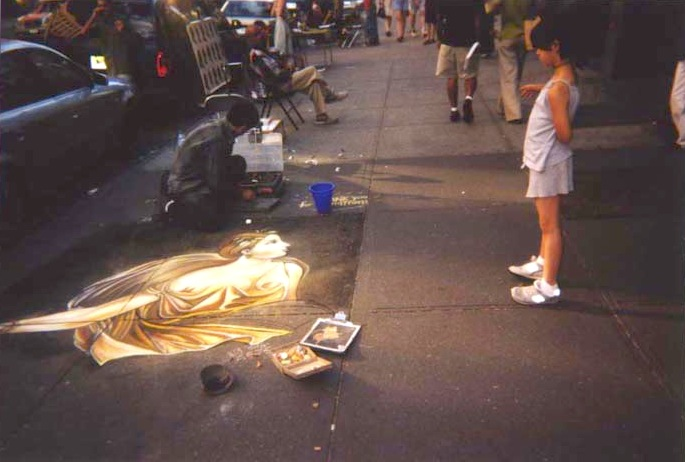
يعمل رسام الشارع في مدينة نيويورك

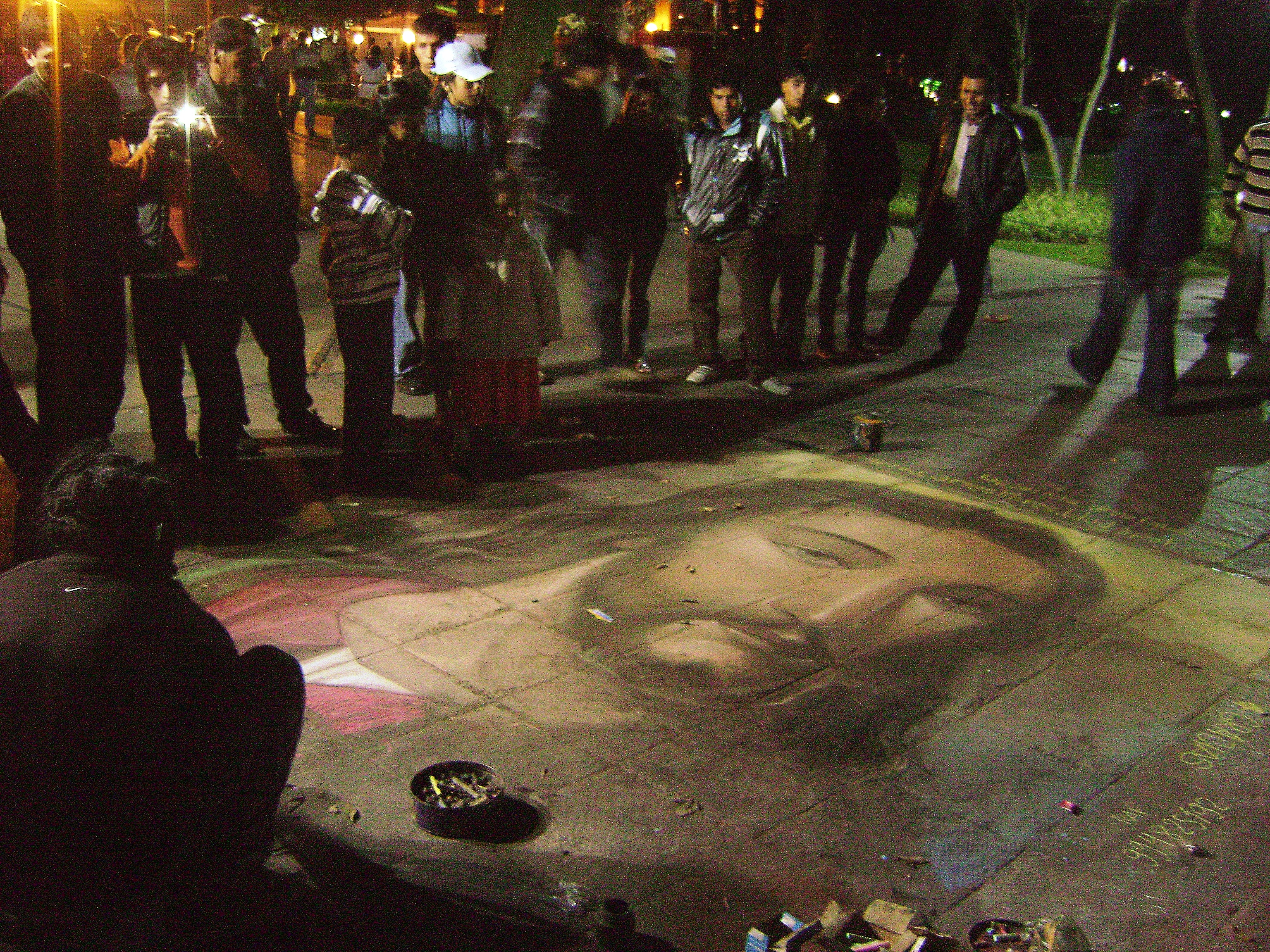
فن رسم شارع للمسيح في بيرو

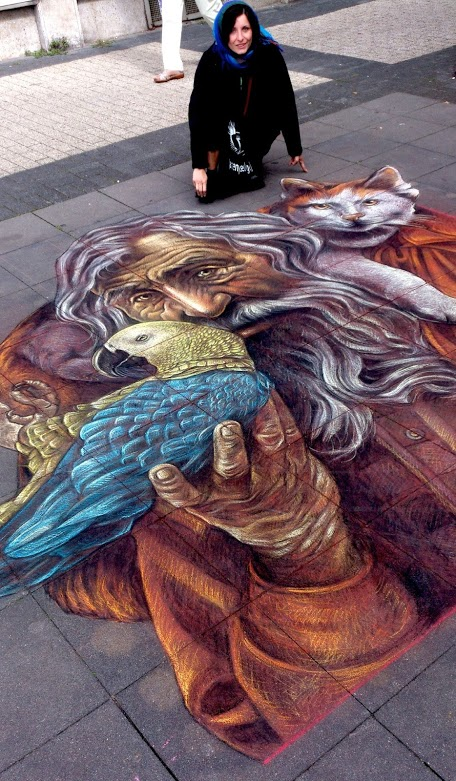
ڤيرا بوقاتي "رواة القصص" مسابقة الرسم في الشوارع الدولية الخامسة والثلاثين في جيلدرن

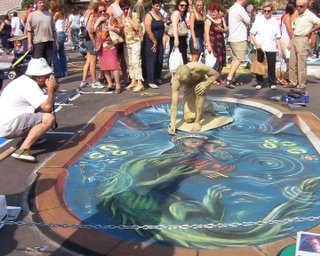
الرسام مانويل باستنت وبانتوميمي بابلو زيبيس في مهرجان مانتوفا في ايطاليا

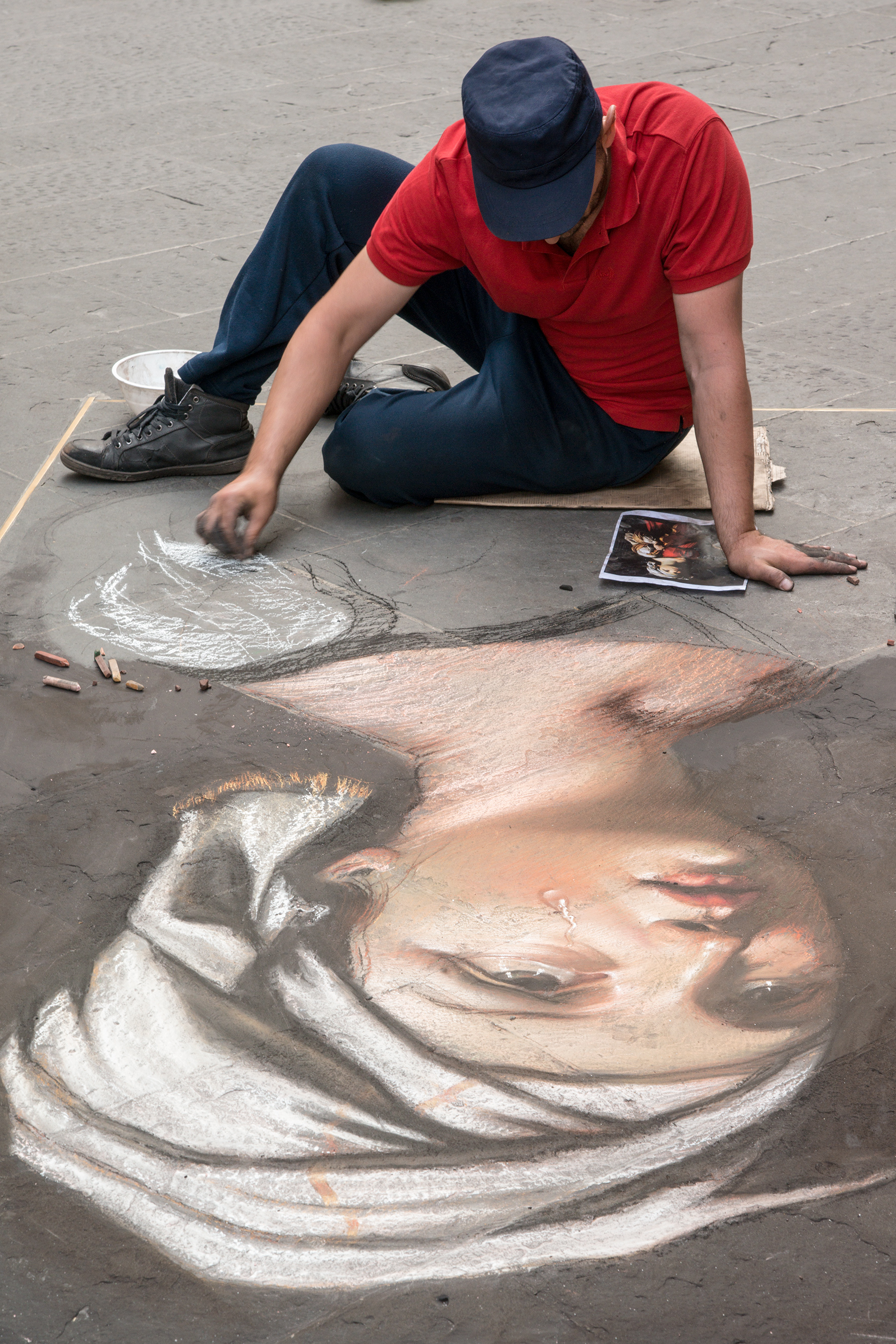
فنان الشارع (بالطباشير) في فلورنسا إيطاليا

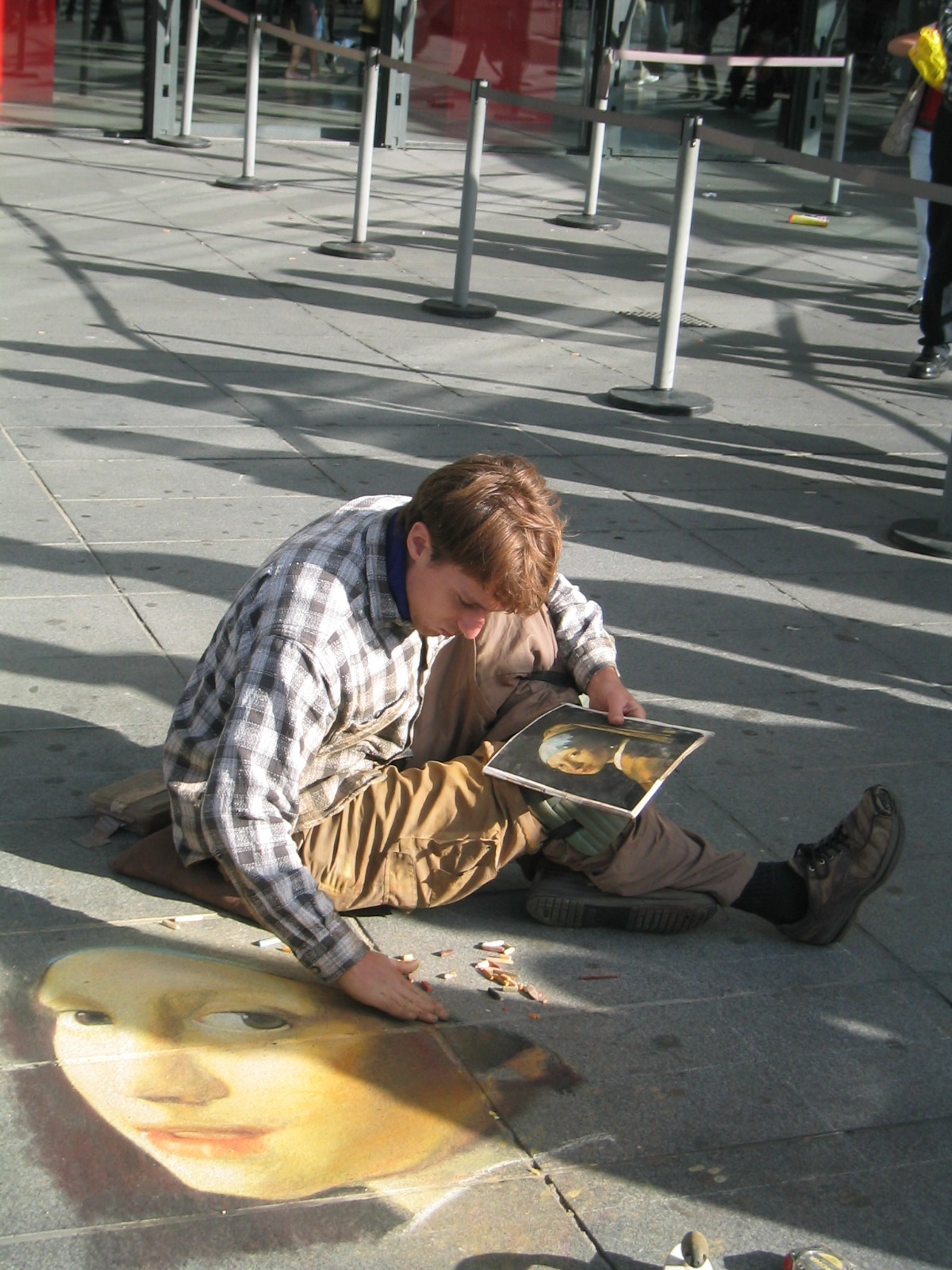
يعمل رسام الشارع خارج مركز بوميدو ويقوم بنسخ لوحة فيرمير الفتاة ذات القرط اللؤلؤي

فن الرسم على الشارع والمعروف أيضًا بفن رصيف الشارع وفن الشارع وهو فن الأداء المتمثل في تقديم التصاميم الفنية على الرصيف مثل الشوارع والأرصفة وساحات البلدة مع المواد غير الدائمة وشبه الدائمة مثل الطباشير.
أصله
يمكن أن تنتسب أصول رسم الشوارع الحديثة إلى بريطانيا فقد تم العثور على فنانين الأرصفة في جميع أنحاء المملكة المتحدة، وأشارت التقديرات بحلول عام 1890 إلى أن أكثر من 500 فنان كانو يعيشون وحدهم في لندن على فن الرصيف طوال الوقت.
المصلطلح البريطاني لفنان الرصيف هو «الرسم على الطريق» ويستمد هذا المصطلح من أسلوب الكتابة وغالبًا من شريحة النحاس التي عادة ما ترافق أعمال فنانين الرصيف منذ 1700، ومصطلح الرسم على الطريق هو الأكثر شيوعًا كما ورد في العامية الشكسبيرية التي يرجع تاريخها إلى حوالي 1500.
كثيرًا ما تكون أعمال الرسم على الطريق مصحوبة بقصائد وأمثال ودروس عن الأخلاق وتعليق سياسي على أحداث اليوم فقد وصفوها بأنها إنتاج صحيفة مصورة أو موضوعية للحدث الحالي. "[بحاجة لمصدر] وناشدو كل من العاملين الذين (عمومًا) لا يستطيعون القراءة أو الكتابة ولكن فهم الصور المرئية وللأعضاء المتعلمين من الطبقات المتوسطة الذين يقدرون الدروس والتعليقات الأخلاقية، كان من المهم الرسم على الطريق لجذب الأنظار لما "يجب فعله" وفي المقابل جذب بنسات الممنوحة من أجل جهودهم.
يطلق على رسامي الشارع اسم (فنانون الطباشير) واسم اداء الفنانين هو الأكثر شيوعًا ويطلق على الولايات المتحدة وتسمى مادوناري في إيطاليا (شكل المفرد: مادونارو أو مادونارا) لأنها إعادة صور من مادونا وفي ألمانيا ستراسنمالر (الشوارع: ستراين، الرسام: مالر)
وقد تم تتبع فنانين مادوناري الإيطاليين إلى القرن السادس عشر وكانوا من الفنانين المتجولين وكثير منهم جلبوا إلى المدن للعمل على الكاتدرائيات الضخمة وعندما تم الانتهاء من العمل كانوا بحاجة إلى طريقة أخرى لكسب لقمة العيش ولذلك فغالبًا ماتعاد لوحات الكنيسة إلى الرصيف، وعلمًا بالمهرجانات والأيام المقدسة التي عقدت في كل محافظة ومدينة فقد سافروا للانضمام إلى المهرجانات لكسب لقمة العيش من المشاهدين الذين يعطون النقود إذا وافقوا على عمل الفنان، وكان العديد من فنانين المادوناري الشعبيين لعدة قرون يستنسخون صور بسيطة مع المواد الخام مثل البلاط والفحم والطباشير أما الآخرين مثل «إل غريكو» فيسصبحون أسماء مألوفة، وفي عام 1973 تم الترويج لرسم الشوارع في إيطاليا بتشكيل مهرجان لمدة يومين في غرازي دي كورتاتون في مقاطعة مانتوفا، وفي عام 1980 مارس كورت وينر فن الرصيف ثلاثي الأبعاد أو فن منظور النقطة الواحدة والمعروف باسم فن الانامورفوسيس وهي تقنية عمرها 500سنة والتي تظهر في منظور مناسب فقط عندما ينظر إليها من زاوية محددة. [بحاجة لمصدر]

## المهرجانات
عُقدت أول مسابقة مسجلة للرسم في الشوارع و «مهرجان» في لندن عام 1906.
وفي عام 1972 عُقدت أول مسابقة إيطالية دولية للرسم في الشوارع في جراتزي دي كورتاتون في إيطاليا وهو جزء من مهرجان يحتفل بانتقال العذراء مع تسليم شوارع المدينة للمهرجان.
وفي عام 1987 قدم وينر ومانفريد ستادير لوحة شارع لأولد ميشن سانتا باربارا بولاية كاليفورنيا.
وأحد أكبر الأحداث في الولايات المتحدة هي مهرجان ليك وورث ستريت بانتينق الذي بحيرة وورث فلوريدا وقد بدأ في عام 1994 وجذب 100000 زائر خلال عطلة نهاية الأسبوع لرؤية 250 عمل فني لأكثر من 400 فنان
وفي عام 1993 أنشأت روزي لويولا مهرجان بيلا فيا في مونتري المكسيك وقد أطلقت العديد من الفنانين المكسيكيين في المهرجان الدولي للرسم على الشارع في أمريكا اللاتينية.
بدأ مهرجان دنفر لفن الطباشير في عام 2002 في ساحة لاريمير والذي يقع وسط مدينة دنفر وهو مهرجان مجاني للرسم على الشارع لمدة يومين، ويقضي أكثر من 200 فنان ساعاتهم خلال نهاية الأسبوع لتحويل شوارع ساحة لاريمير إلى متحف لفن الطباشير، ويعد المهرجان من إنشاء جمعية لاريمير للفنون وهي منظمة غير ربحية مكرسة لتعزيز الوعي بالفنون والتعليم في دنفر.
وفي عام 2008 مارك فاغنر و6000 شخص (أكثر من 4000 تلميذ في مدرسة ابتدائية في ألاميدا، كاليفورنيا) سجلوا رقمًا قياسيًا في موسوعة غينيس للأرقام القياسية لأكبر فن للرسم على الرصيف في العالم يغطي مساحة أكثر من 90000 قدم مربع (8361 متر مربع)، التقطت صورة فضائية للعمل الفني.
وفي عام 2010 نظم دينيس كوال رئيس شركة أفينيدا دي كولورز مهرجان الرسم الدولي الأول للرسم في الولايات المتحدة، وشركة 501 هي شركة غير ربحية تعد مهرجان طباشير سارسوتا، وقد حضر أكثر من 250 رسام شارع في مهرجان الهالوين لعام 2010 الذي شارك فيه رسامو الشارع من جميع أنحاء العالم واستمر لثمانية أيام ونصف.
وفي عام 2011 تم تنظيم أول فن شوارع عالمي في فيلهلمسهافن في ألمانيا وقد قرر أن يتكرر الحدث في أغسطس 2012.
وفي مهرجان الطباشير عام 2011 في ساراسوتا أنشأ الفنان الهولندي ليون كير وفريق الرسم على ألواح الكواكب اللوحة الثلاثية الأبعاد لجيش ليغو تيراكوتا، وقد كانت لوحة الطباشير مستوحاة من جيش تيراكوتا للإمبراطور الصيني تشين تشي هوانغ" تكريمًا لوصول الأنا ليونارد ولدعم إعفاءه من عهدته.
وفي يوليو 2011 أنتج مشروع ثلاث طرق للانقسام السنوي الأول في ساوثيند على البحر وإسيكس والمملكة المتحدة، وتعتبر مدينة البحيرة القيمة فلوريدا مصدرًا لإلهام مدير المشروع، وقد جاء تسعة من فنانين الشوارع من الولايات المتحدة إلى ساوثيند على البحر لدعم إطلاق هذا الحدث السنوي الجديد، وفي عام 2012 سيقام المهرجان يوم السبت الثاني في شهر سبتمبر.
وفي أغسطس 2012 تم تنظيم فن الشارع الدولي الثاني في فيلهيلمسهافن في ألمانيا، وقد سافر 37 فنان من جميع أنحاء العالم إلى فيلهيلمسهافن في ألمانيا، كما تم بناء أكبر رصيف شارع بصري للرسم ثلاثي الأبعاد بواسطة جريجور فوسيك وليديا هيتزفيلد وميلاني سيجيل وأوند فانيسا هيتزفيلد.
وفي عام 2012 قدمت شركة تدعى وي تاك شاك بقيادة المدير المبدع ميلاني ستيمل وريمكو فان لاتوم فن الرسم ثلاثي الأبعاد في الشوارع إلى دول مثل إسرائيل وتايلاند، واستضافت مدينة شيانج ماي أول مهرجان للرسم على الشوارع في مارس 2012 للاحتفال بالذكرى التسعين لتل أبيب ضاحية رامات هاشارون، وقد استخدم فنانون إسرائليون و 8 فنانين عالميين من «وي تاك شاك» رسومات ثلاثية الأبعاد لتحويل شارع بياليك إلى مجمع فني متحضر، وقد حضر المهرجان ما يصل إلى 50 ألف زائر بما فيهم رئيس إسرائيل شمعون بيرس الذي وقف مع لوحات ميلاني ستيمل وروبن بونسيه.

## روابط خارجية
وسائل الإعلام المتعلقة بفن الشارع في ويكيميديا كومنز
فن الشارع/ فن الرصيف/ مادوناري في كورلي (استنادًا إلى DMOZ)